# Litsea gardneri
Litsea gardneri är en lagerväxtart som först beskrevs av Thw., och fick sitt nu gällande namn av Carl Daniel Friedrich Meisner. Litsea gardneri ingår i släktet Litsea och familjen lagerväxter. Inga underarter finns listade i Catalogue of Life.